# Zoja (film)
Zoja (Зоя) è un film del 1944 diretto da Leo Arnštam.